# 2984 Чосер
2984 Чосер (2984 Chaucer) — астероїд головного поясу, відкритий 30 грудня 1981 року.
Тіссеранів параметр щодо Юпітера — 3,471.